# Kevin Ginkel
Kevin Andrew Ginkel (San Diego, California, 24 de marzo de 1994), más conocido como Kevin Ginkel, es un jugador profesional estadounidense de béisbol que se desempeña en la posición de lanzador en Arizona Diamondbacks, equipo de las Grandes Ligas de Béisbol (MLB).

## Carrera
En 2019, Ginkel hizo su debut en la MLB con el equipo Arizona Diamondbacks, donde lleva jugando seis temporadas.